# 't Wissel
 't Wissel is een korenmolen in Elst, gemeente Rhenen, in de provincie Utrecht.
De molen werd in 1855 gebouwd. De molen bleef tot het begin de jaren dertig van de twintigste eeuw op windkracht in bedrijf, een elektromotor nam de functie over. De molen raakte in verval, maar een restauratie in 1960 keerde het tij. Toch raakte de molen weer in een minder goede staat en was in 1980 andermaal een restauratie nodig. De plaatselijke huisarts kocht de molen en liet de restauratie uitvoeren. Sindsdien werd er gemalen met de molen, maar wederom raakte de molen in een vervallen toestand. De Stichting de Utrechtse Molens kocht de molen aan en nadat deze stichting onderdeel is geworden van Het Utrechts Landschap kon een uitvoerige restauratie in 2005 worden uitgevoerd. Sindsdien draait de molen bijna wekelijks op vrijwillige basis. Waarbij zelden gemalen wordt.
De roeden zijn 22 meter lang en zijn voorzien van het oudhollands wieksysteem met zeilen. De molen is qua afmetingen een gemiddelde molen, maar oogt doordat het een grondzeiler is tussen de bebouwing en geboomte wat klein. Vanaf de rivier de Rijn heeft men wel een mooi vrij zicht op de molen.

## Naam
De molen heeft zijn naam te danken aan het wissel dat hier lag in de enkelsporige tramlijn van Zeist naar Arnhem, die vlak langs de molen liep.